# Jonathan Perry
Jonathan Perry (Hamilton, 22 novembre 1976) è un ex calciatore neozelandese, di ruolo difensore.

## Palmarès

### Club

#### Competizioni nazionali
- Campionato neozelandese: 2

Auckland City: 2006-2007
Waitakere Utd: 2007-2008

#### Competizioni internazionali
- OFC Champions League: 2

Auckland City: 2006
Waitakere Utd: 2007-2008

### Nazionale
- Coppa d'Oceania: 2

1998, 2002